# Prvenstvo Kraljevine SHS u vaterpolu 1922.
Vaterpolsko prvenstvo Kraljevine SHS za 1922. godinu je drugi put zaredom osvojio Somborsko sportsko udruženje (SSU).

## Završnica prvenstva
Završnica vaterpolskog prvenstva Kraljevine SHS je održana 5. kolovoza 1922. u Beogradu na plivalištu Zimovnik na Savi sklopu državnog prvenstva u plivanju, skakanju i vaterpolu. 

U završnici su igrale četiri momčadi liga-sustavom.

## Rezultati
| Baluni - HAŠK      | 4:0       |
| SSU - Viktorija    | 10:0      |
| Viktorija - HAŠK   | 3:2       |
| SSU - Baluni       | 7:2       |
| Baluni - Viktorija | 3:3       |
| SSU- HAŠK          | 3:0 pf ↓1 |

 ↑1  HAŠK odustao uoči posljednje utakmice

## Ljestvica
| mj                                | klub                         | ut. | pob. | ner. | por. | gol+ | gol- | bod. |
| --------------------------------- | ---------------------------- | --- | ---- | ---- | ---- | ---- | ---- | ---- |
| 1.                                | Somborsko sportsko udruženje | 3   | 3    | 0    | 0    | 20   | 2    | 6    |
| 2.                                | Baluni Split                 | 3   | 1    | 1    | 1    | 9    | 10   | 3    |
| 3.                                | Viktorija Sušak ↓2           | 3   | 1    | 1    | 1    | 5    | 15   | 3    |
| 4.                                | HAŠK Zagreb                  | 3   | 0    | 0    | 3    | 2    | 10   | 0    |
|                                   |                              |     |      |      |      |      |      |      |
| ↑2 naselje Sušak danas dio Rijeke |                              |     |      |      |      |      |      |      |

## Poveznice
- Jugoslavenska vaterpolska prvenstva